# Jean Cooke
Jean Esme Oregon Cooke RA (Londres, 18 de fevereiro de 1927 – Birling Gap, 6 de agosto de 2008) foi uma pintora inglesa de naturezas-mortas, paisagens, retratos e figuras. Ela era palestrante na Royal Academy e regularmente exibia suas obras, incluindo as exposições de verão da Royal Academy. Ela foi contratada para fazer retratos pelo Lincoln College e St Hilda's College, Oxford. Suas obras estão na National Gallery (Londres), Tate e nas coleções da Royal Academy. Nos primeiros anos de seu casamento, ela assinou suas obras como Jean Bratby.